# Leucargyra
Leucargyra är ett släkte av fjärilar. Leucargyra ingår i familjen Crambidae.
Kladogram enligt Catalogue of Life:
| Leucargyra | \| \| Leucargyra puralis \| \| \| \| \| \| Leucargyra xanthoceps \| \| \| \| |
|            | \| \| Leucargyra puralis \| \| \| \| \| \| Leucargyra xanthoceps \| \| \| \| |
|            | Leucargyra puralis                                                           |
|            |                                                                              |
|            | Leucargyra xanthoceps                                                        |
|            |                                                                              |